# 早岐地域
早岐地域（はいきちいき）は、長崎県佐世保市南東部の中核地域である。旧東彼杵郡早岐村 および広田村 。針尾島との間に大村湾と佐世保湾を繋ぐ早岐瀬戸が通る。早岐瀬戸には早岐川・小森川・金田川などが流入している。明治の鎮守府設置以降発展した佐世保より歴史が古く、古代から栄えていた。「九州の茶の相場は早岐で決まる」といわれた早岐茶市が有名。

## 歴史概説

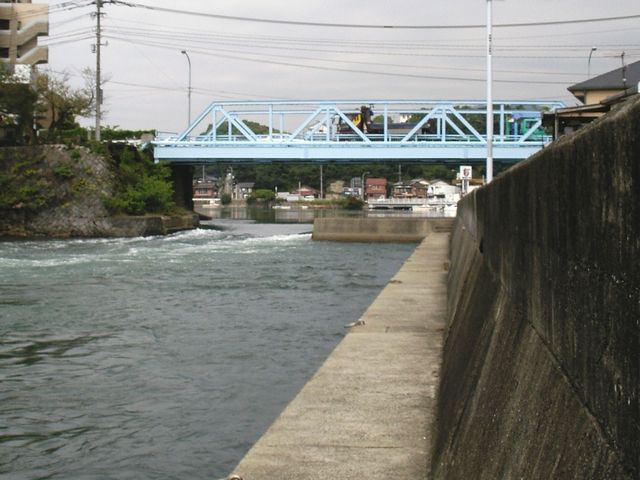
早岐瀬戸に架かる観潮橋

古くは奈良時代に編纂された肥前国風土記に「速来門（はやきのと）」、現在の早岐瀬戸と速来津姫 が記されている。織豊時代までは大村氏の領地であった。江戸時代には港町として発展、既に100軒を超える集落が形成されていた。海陸の交通の要所として栄えた早岐ではそれぞれの物産を物々交換する市場が形成され、後の早岐茶市の原形となった。広田地区には「古代の相撲場（相撲好きな女神のための）・21基の古代中国様式墓・多数の中国長江流域由来の遺物」からなる三島山古墳（工事で毀損）がある。
明治時代には九州鉄道が長崎線（現大村線）と佐世保線の分岐駅を早岐に設け、機関区等を置いた。機関区の給水塔や転車台などが現在も残されている。
1923年（大正12年）に早岐村が町制を施行し早岐町となり、1927年（昭和2年）に広田村を編入した。1942年（昭和17年）、北松浦郡大野町・皆瀬村・中里村とともに佐世保市に編入される。
戦後は花高地区を始め地域内各所で住宅地の開発が進み、域内人口は現在も増加傾向にある。

## 町名
早岐地区は1958年（昭和33年）に免・字を廃し、町名設置が実施されている。（）内は町名設置前の字名。
| 町名設置前       | 町名設置後       |
| ---------------- | ---------------- |
| 上原免           | 上原町           |
| 権常寺免         | 権常寺町         |
| 下苗手免         | 早苗町           |
| 陣ノ内免         | 陣の内町         |
| 田ノ浦免         | 田の浦町、勝海町 |
| 浦免             | 早岐町           |
| 平松免           | 平松町           |
| (広田村)浦川内免 | 浦川内町         |
| (広田村)崎岡免   | 崎岡町           |
| (広田村)重尾免   | 重尾町           |
| (広田村)宮崎免   | 広田町、中原町   |

### 旧早岐町

#### 1958年成立
- 上原町（うわばるちょう）

国道35号より北側の隠居岳山麓に広がる。国道沿いは町工場やオフィスが並び、山麓は民家がまばらな水田地帯となる。三川内地域に接する山林を開いて造成した上原台ニュータウンへの入居者が多い。
- 勝海町（かつうみちょう）

町名の由来となった字勝磯は早岐瀬戸にある「徒歩（かち）で渡れる磯」が訛ったものと言われる。西肥バス、佐世保市営バスのバス停に勝磯（かついそ）バス停がある。1970年に早岐バイパスが貫通し、早岐警察署が移転している。住宅地は断崖上にあり、国道202号への通路は急勾配が続く。
- 権常寺町（ごんじょうじちょう）

小森川北岸の平地全体を占める。権常寺新道沿いの商店街は1989年に「権常寺1丁目」として独立した。全体的に古い住宅街で、主要道は狭いが、市営バスの下の原橋線が設定されており、毎時1本程度の運行がある。
- 早苗町（さなえちょう）

名前の由来は「早岐」と「下苗手（くだるのて）」を合わせたことによる。早岐川の谷全体を占め、国道35号線を乗り越えて隠居岳山麓に広がる。花高団地造成により、南半分を花高に分割した。住宅密集地で、生活道路は狭く、朝は渋滞が激しい。
- 陣の内町（じんのうちちょう）

二つの谷からなる狭い土地で、西の谷は市立早岐中学校が占める。東の谷には住宅が並ぶが、上流部は早岐霊園があるだけで閑散としている。
- 田の浦町（たのうらちょう）

大塔新田の延長線上にある谷に位置し、かつては定時制の佐世保南高等学校早岐分校があった。谷を挟む尾根には若竹台団地とパールヒルズ田の浦が造成され、若竹台は平成2年に分離独立した。
- 早岐町（はいきちょう）（現存せず）

1987年に住居表示を実施し、1～3丁目に分割された。早岐地区の中枢である。
- 平松町（ひらまつちょう）

隠居岳の中腹から山稜に広がる農村・山林地帯で、民家は中腹に集中している。冬には積雪や凍結のために早岐まで降りられないことも年に1～2度はある。ほとんどが兼業農家で畜舎も少々見られる。

#### 1958年より後に成立
- 花高1～4丁目（はなたか1～4ちょうめ）

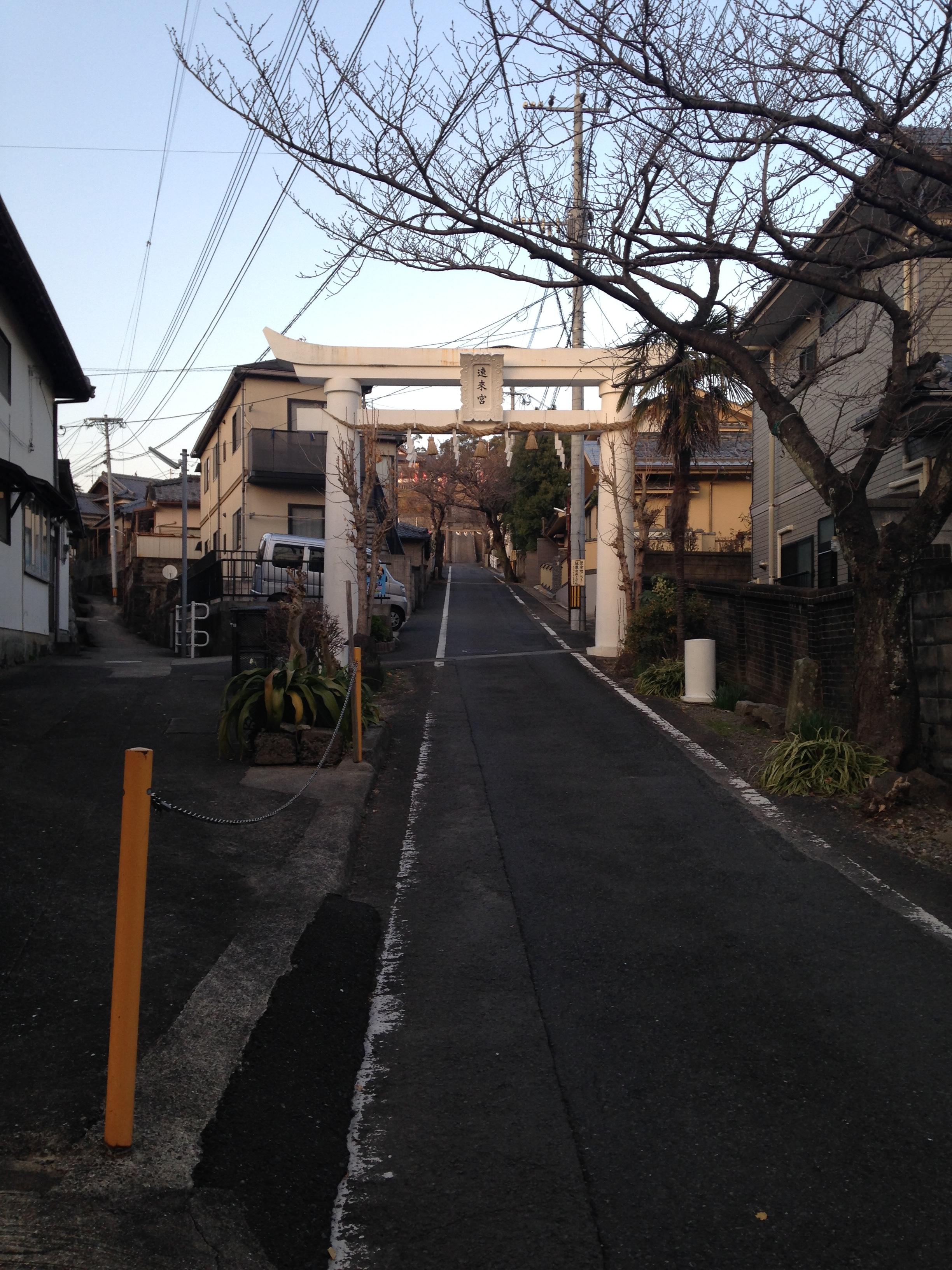
早岐神社（速来宮）

花高団地の造成に伴い、早苗町・権常寺町を改めて1973年に成立。花高山中腹を囲むように造成された。西部の1丁目は陣ノ内交差点へ続く高架橋で結ばれた玄関口で、アパートと一戸建ての混在区間。北部の2丁目は山頂側に一戸建て、麓側にアパートが並ぶ。南部の3丁目はほとんどアパートで占められ、市立花高小学校が位置する。南部の4丁目はすべて一戸建てからなる。
- 早岐1～3丁目（はいき1～3ちょうめ）

1987年に早岐町を住居表示実施に改め、早岐町を全廃した。早岐川より南に位置する1丁目は、早岐駅から早岐支所にかけての表通りと昔ながらの商店街が続く。中央部の2丁目は、市立早岐小学校や早岐神社（速来宮）を含み、商店街の北半分をなす。国道202号をはさんで陣ノ内の谷に向かう3丁目は町工場や自動車学校を包含している。
- 権常寺1丁目（ごんじょうじ1ちょうめ）

1989年に住居表示を実施し、権常寺町から独立した。花高団地と広田町を結ぶ新道沿いにスーパーや書店が展開し、交通の往来も多い。
- 若竹台町（わかたけだいちょう）

1990年に田の浦町より分離して成立したニュータウン。一戸建てが主流で、県営アパート群が奥地に集中する。陣の内町や田の浦町に下る細い道路もあり、利便性は高い。

### 旧広田村

#### 1958年成立
- 浦川内町（うらがわちちょう）

平地から外れた丘陵地帯にあり、郊外の農村と住宅が混在した町並みが見られる。佐世保刑務所が奥にあるが、宮地域や波佐見町の近道となる抜け道上にあるため、交通量は多い。
- 崎岡町（さきおかちょう）

広田地区の南半部を占め、丘陵が早岐瀬戸に迫る狭い土地だが、ハウステンボスや長崎国際大学の立地によって宅地化が進んでいる。長崎国際大学付近はハウステンボス町に割譲されている。
- 重尾町（しげおちょう）

平戸往還の頃からのメインルートで、宮地区に抜ける車が比較的多い。宮崎橋にあった西肥バスの営業所が移転し、バスの本数も飛躍的に増加したほか、平野部は佐世保東翔高等学校の移転など急速に農村・山林地帯から脱却している。
- 中原町（なかはらちょう）

小森川の蛇行地帯にあり、S字蛇行の内側にある北側の低地は古い住宅街、外側にある南側は断崖となっており、広田町よりもむしろ川向かいの権常寺との結びつきが強く、権常寺町とほぼ一体化している。
- 広田町（ひろたちょう）

町名は「ひろた」だが、広田小学校・広田中学校は「ひろだ」と濁る。1989年に住居表示を実施して、狭義の「広田町」は東部の山地とウッドヒル広田団地に限定されている。

#### 1958年より後に成立
- 広田1～4丁目（ひろた1～4ちょうめ）

2段階にわたり住居表示が実施され、1989年に1・3丁目、1990年に2・4丁目が成立した。金田川を境に北が1・2丁目、南が3・4丁目、旧国道を境に山側が1・3丁目、海側が2・4丁目である。1丁目は丘陵を囲む住宅街で、広田小学校や東消防署を含む旧広田村の中心地。2丁目は住吉神社の麓に広がる旧干拓地で、重工業団地の奥に若干の民家が見られる。3丁目は住宅地と商業地に占められ、郊外ホームセンターも立地する。4丁目は重工業団地であったが、最大規模を誇ったアツギナイロンが撤退したことから、ショッピングセンターへの転換が図られている。

## 交通

### バス
- 西肥バス - 主要のりば「早岐田子の浦」[5]。重尾町に営業所がある。
- させぼバス

### 鉄道
- JR九州佐世保線
  - 早岐駅

## 道路
- 国道35号
- 国道202号
- 長崎県道142号重尾長畑線
- 長崎県道222号平瀬佐世保線
- 長崎県道248号崎岡町早岐線

※かつては国道205号も早岐を経由していたが、針尾バイパスの開通により、上記2県道（222、248号）に格下げされた。

## 施設

### 公共
- 佐世保市役所早岐支所
- 長崎県警早岐警察署
- 佐世保東消防署
- 早岐郵便局
- 花高郵便局
- 佐世保広田郵便局
- 東部スポーツ広場

### 教育機関

#### 大学
- 長崎国際大学

#### 高等学校
- 長崎県立佐世保東翔高等学校

#### 中学校
- 佐世保市立早岐中学校
- 佐世保市立広田中学校

#### 小学校
- 佐世保市立早岐小学校
- 佐世保市立花高小学校
- 佐世保市立広田小学校

#### 自動車学校
- ヒューマンスクール早岐（佐世保自動車学校）

### 商業
- まるたか生鮮市場早岐店
- マルキョウ早岐店
- ロックショッピングタウン早岐
- クロスガーデン広田
- ダイレックス早岐店

## 出身著名人
- TAKAHIRO（歌手、EXILE）
- スーパー3助(にゃんこスター)お笑い芸人